# Grande Muraglia Verde

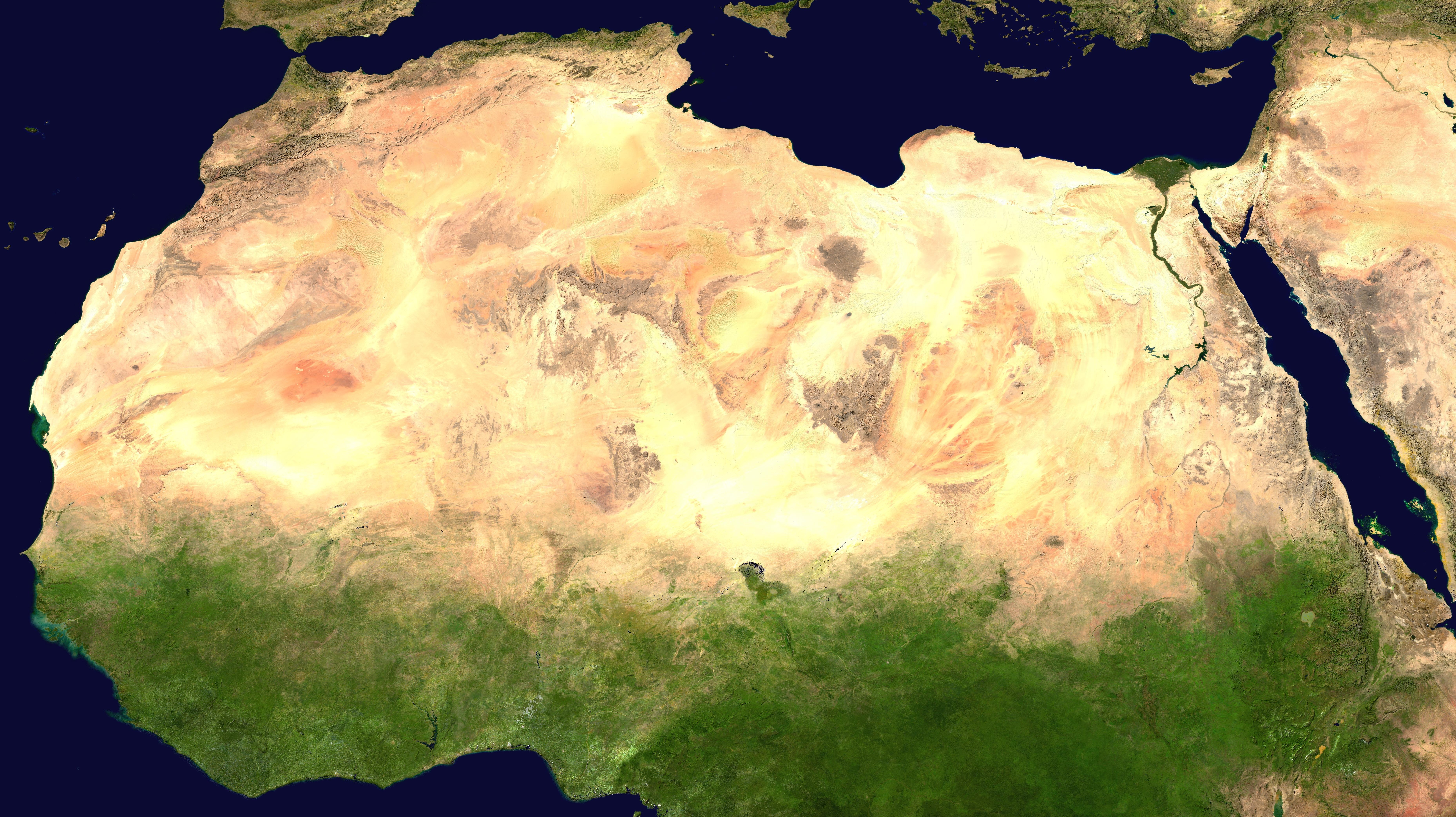
Immagine satellitare della fascia desertica del Sahara.

La Grande Muraglia Verde dell'Iniziativa per il Sahara e il Sahel (in francese: Grande Muraille Verte pour le Sahara et le Sahel; in inglese: The Great Green Wall of the Sahara and the Sahel Initiative, GGWSSI in acronimo) è una pionieristica iniziativa africana condotta nell'ambito della lotta agli effetti indotti dal cambiamento climatico globale e dalla desertificazione. Guidata dall’Unione Africana, l’iniziativa mira al miglioramento della qualità di vita di milioni di persone attraverso la creazione di un vasto sistema (o mosaico) di paesaggi produttivi verdi tra il Nord Africa, il Sahel e il Corno d'Africa.

## Storia
Fu il biologo Richard St. Barbe Baker, nel 1952, durante una spedizione nel Sahara, il primo a proporre una "barriera verde" per opporsi all'avanzata del deserto: la sua idea per contenere il deserto era quella di realizzare una lunga fascia alberata larga 50 km. L'idea è stata poi riproposta nel 2002, al summit straordinario in N'Djamena (Ciad) in occasione della giornata mondiale per la lotta alla desertificazione e alla siccità.
È stata approvata dalla Conferenza dei capi di Stato e di Governo della Comunità degli stati del Sahel e del Sahara nel corso della loro settima sessione ordinaria tenutasi a Ouagadougou (Burkina Faso) l'uno e il due giugno 2005.
Nel gennaio 2021, sono stati investiti circa 14 miliardi di dollari statunitensi (dei 33 miliardi stimati come necessari per completare il progetto entro il 2030).

## Descrizione
Dall'idea iniziale di una linea di alberi che corresse da est a ovest lungo il deserto africano, la concezione della Grande Muraglia Verde si è evoluta in un mosaico di interventi indirizzati verso le sfide che si trovano ad affrontare le persone e le comunità nel Sahel e nel Sahara. Quale strumento programmatico per lo sviluppo delle zone rurali, l'obiettivo finale di questa collaborazione sub-regionale è quello di rafforzare gli ecosistemi della regione gestendoli in maniera ponderata, di proteggere il patrimonio rurale, di migliorare le condizioni di vita della popolazione. Contribuendo all'economia locale, la Grande Muraglia Verde del Sahara intende essere una risposta globale agli effetti combinati dell'impoverimento delle risorse naturali e della siccità nelle aree rurali. L'iniziativa è una collaborazione che sostiene gli sforzi delle comunità locali nello sfruttamento e nella gestione sostenibile delle foreste, delle zone adibite al pascolo e delle altre risorse naturali situate nelle zone aride. Punta, inoltre, a contribuire alla lotta al cambiamento climatico, oltre a migliorare la sicurezza alimentare nel Sahel e nel Sahara.

### Partner
Il programma della Great Green Wall for the Sahara and Sahel Initiative coinvolge oltre 20 paesi della regione sahelo-sahariana, tra cui Algeria, Burkina Faso, Benin, Ciad, Capo Verde, Gibuti, Egitto, Etiopia, Libia, Mali, Mauritania, Niger, Nigeria, Senegal, Somalia, Sudan, Gambia, Tunisia.
L'iniziativa è sostenuta da molte organizzazioni regionali ed internazionali, tra le quali:
- African Forest Forum (AFF)
- Banca Mondiale
- Commissione dell'Unione Africana (African Union Commission-AUC)
- Association for the promotion of education and training abroad (APEFE)
- Unione del Maghreb arabo (UMA)
- Comunità degli Stati del Sahel e del Sahara (Community of Sahel-Saharan States-CEN-SAD)
- Comunità economica degli Stati dell'Africa occidentale (ECOWAS)
- Unione europea (EU)
- Organizzazione delle Nazioni Unite per l'alimentazione e l'agricoltura (FAO)
- Global Mechanism[8] della Convenzione ONU per combattere la desertificazione (GM-UNCCD)
- Intergovernmental Authority on Development in Eastern Africa (IGAD)
- MDG Center for West and Central Africa (MDG-WCA)
- Pan African Farmers Organization (PAFO)
- Panafrican Agency of the Great Green Wall (PAGGW)
- Permanent Interstate Committee for Drought Control in the Sahel (CILSS)
- Sahara and Sahel Observatory (OSS)
- Secretariat of the United Nations Convention to Combat Desertification (UNCCD-Secretariat)
- Programma delle Nazioni Unite per lo sviluppo–Drylands, Development Center (UNDP-DDC)
- Programma delle Nazioni Unite per l'ambiente (UNEP)
- Programma delle Nazioni Unite per l'ambiente–World Conservation Monitoring Center (UNEP-WCMC)
- Regione vallona del Belgio, Wallonie-Bruxelles International
- World Agroforestry Centre (ICRAF)
- World Overview of Conservation Approaches and Technologies (WOCAT)
- L'associazione Sûkyô Mahikari, attraverso il suo gruppo dei giovani contribuisce alla realizzazione della Grande Muraglia Verde organizzando ogni anno campi internazionali di rimboschimento in Senegal, Mali e Burkina Faso, dove diverse centinaia di ettari vengono rimboscati.